# الکساندر والریویچ دیوکوف
الکساندر والریویچ دیوکوف (روسی: Алекса́ндр Вале́рьевич Дю́ков؛ زادهٔ ۳ دسامبر ۱۹۶۷) سیاست‌مدار، بازرگان و مدیر ارشد اجرایی اهل روسیه است، که هم‌اکنون بعنوان مدیر عامل شرکت گازپروم نفت فعالیت می‌کند.